# Herman Riegel

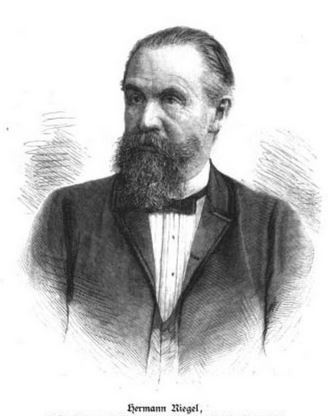
Hermann Riegel

Herman Riegel (* 27. Februar 1834 in Potsdam; † 12. August 1900 in Braunschweig) war ein deutscher Kunsthistoriker, Museumsdirektor, der zur Gründung des Allgemeinen Deutschen Sprachvereins (ADSV) aufrief.

## Leben
Herman Riegel arbeitete zunächst in der Buchhandlung seines Vaters Friedrich Riegel, der ein bekannter Verleger war und in dessen Verlag zwischen 1840 und 1850 beispielsweise etwa 20 Titel von Karl Friedrich Schinkel veröffentlicht wurden.
Ab Ostern 1854 studierte Herman Riegel Geschichte, Erdkunde, Literaturwissenschaft, Kunstgeschichte und Philosophie in Berlin. Er verfasste sowohl belletristische, wie auch kunstgeschichtliche Artikel für unterschiedliche Zeitungen sowie einige Werke über Kunst und verschiedene Künstler, so etwa über Peter von Cornelius.
1894 wurde er als assoziiertes Mitglied in die Académie royale des Sciences, des Lettres et des Beaux-Arts de Belgique aufgenommen.

## Direktor des Herzoglichen Museums in Braunschweig

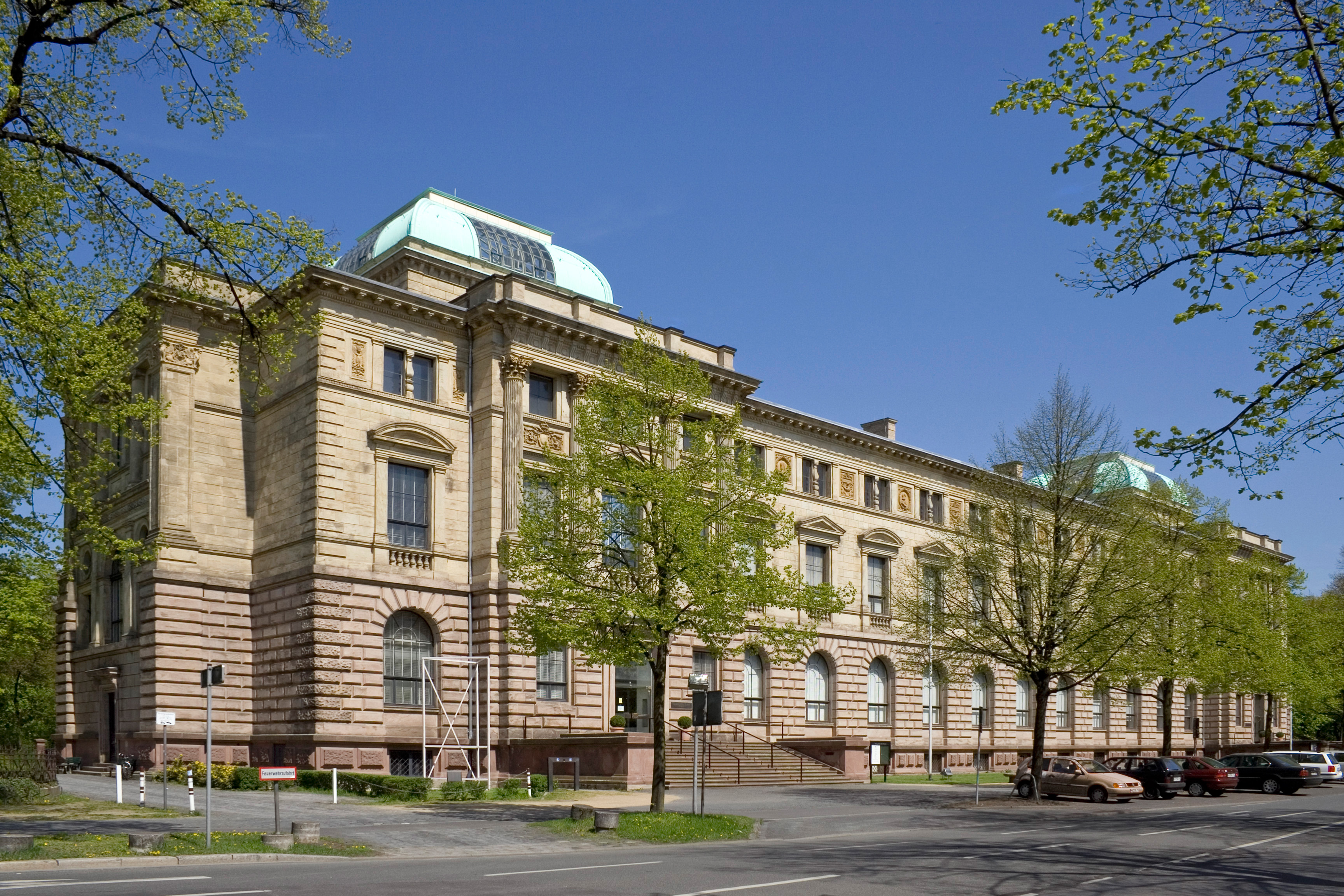
Das Herzog Anton Ulrich-Museum

Nachdem er 1862 in Rostock promoviert worden war, leitete er ab 1868 das Städtische Museum in Leipzig und habilitierte sich dort 1869. Anschließend lehrte er von 1869 bis 1870 als Privatdozent an der Universität Leipzig. Im März 1871 wurde Riegel Direktor des Herzoglichen Museums in Braunschweig und am dortigen Polytechnikum Professor für die Geschichte der Baukunst. Da die Sammlungen des Museums im Paulinerkloster sehr beengt untergebracht waren, wurde ein Neubau benötigt, dessen Durch- und Umsetzung im Wesentlichen auf Riegels Engagement zurückzuführen ist. Der Neubau des heutigen Herzog Anton Ulrich-Museums wurde 1887 eröffnet. Darüber hinaus gab er 1897 auch den Anstoß zur Erhaltung der Burg Dankwarderode. Riegel blieb bis zu seinem Tode im Jahre 1900 Dozent am Polytechnikum und Direktor des Museums. Sein Nachfolger als Museumsdirektor wurde Paul Jonas Meier.

## Allgemeiner Deutscher Sprachverein
In seinen belletristischen Werken offenbart er sich als dezidiert antifranzösisch, was dazu führte, dass er im August 1885 dazu aufrief, den Allgemeinen Deutschen Sprachverein (ADSV) aus der Taufe zu heben. Ab September 1885 wirkte er maßgeblich an der Gründung des ADSV mit. Zu den Vereinszielen gehörte es, alle Fremdwörter aus dem deutschen Wortschatz zu entfernen. Riegel war bis 1893 der erste Vorsitzende des Sprachvereins.

## Werke (chronologisch)
- Das Humboldt’sche Schloß Tegel und seine Kunstschätze. In: Westermanns illustrierte Monatshefte 1865, [Heft 1], S. 41–48.
- Cornelius, der Meister der deutschen Malerei. Hannover 1866.
- Deutsche Kunststudien. Hannover, Rümpler 1868.
- Neujahr 1813. Nationales Schauspiel in fünf Aufzügen. Berlin, 1870 – unter dem Pseudonym Herman Goverts.
- Grundriß der bildenden Künste. Eine allgemeine Kunstlehre. Hannover, Rümpler 1870, erweiterte Ausgabe Grundriß der bildenden Künste. Im Sinne einer allgemeinen Kunstlehre, und als Hülfsbuch beim Studium der Kunstgeschichte. Leipzig, Baumgärtner 1882.
- Italienische Blätter. Hannover, Rümpler 1871.
- Denkschrift über die Errichtung eines neuen Gebäudes für das Herzogliche Museum zu Braunschweig. Braunschweig, Westermann 1873.
- Dem Herrn Wilhelm Lübke, Verfasser mehrerer kunstgeschichtlicher Handbücher und dergleichen mehr ... in Stuttgart. Offener Brief. Hannover, Rümpler 1874.
- Ueber Art und Kunst, Kunstwerke zu sehen. Sammlung gemeinverständlicher wissenschaftlicher Vorträge, Bd. 194. Berlin, Lüderitz 1874.
- Herzogliches Museum. Verzeichniss der in dem s. g. neuen Schranke aufgestellten kleineren Kunstwerke und Kostbarkeiten. Braunschweig 1875.
- Geschichte des Wiederauflebens der deutschen Kunst zu Ende des 18. und Anfang des 19. Jahrhunderts. Ein Beitrag zur Geschichte der allgemeinen Wiedergeburt des deutschen Volkes; mit 4 Holzschnitten. Hannover, Rümpler 1876.
- Kunstgeschichtliche Vorträge und Aufsätze. Braunschweig, Westermann 1877 – über Schinkel, Asmus Carstens (Nachträge zu des Verfassers Ausgabe der Fernow’schen Lebensbeschreibung), Julius Schnorr von Carolsfeld, Julius Thaeter (Abdruck von Briefen), Georg Howaldt.
- Die Sammlung mittelalterlicher und verwandter Gegenstände. Braunschweig, Westermann 1879 – zur Braunschweiger Herzoglichen Sammlung im Paulinerkloster.
- Zur Erinnerung an Friedrich Knolle. Braunschweig 1881.
- Geschichte der Wandmalerei in Belgien seit 1856. Nebst Briefen von Cornelius, Kaulbach, Overbeck, Schnorr, Schwind und anderen an Godfried Guffens und Jan Swerts. Berlin, Wasmuth 1882.
- Über die Darstellung des Abendmahles, besonders in der toscanischen Kunst. Leipzig, Baumgärtner 1882.
- Beiträge zur niederländischen Kunstgeschichte. Berlin, Weidmann 1882 ff. – Herausgeber.
- Abhandlungen und Forschungen zur niederländischen Kunstgeschichte, 1. Band. Weidmannsche Buchhandlung Berlin 1882. eingeschränkte Vorschau in der Google-Buchsuche, archive.org
- Die niederländischen Schulen im herzoglichen Museum zu Braunschweig. In: Beiträge zur niederländischen Kunstgeschichte, Bd. 2, 1882.
- Hertha, das Findelkind. Schauspiel in 3 Aufzügen. Leipzig, Mutze 1885 – unter dem Pseudonym Herman Goverts.
- Ein Hauptstück von unserer Muttersprache. Mahnruf an alle national gesinnten Deutschen. Leipzig 1883 (Digitalisat), 2. umgearb. und sehr verm. Aufl. 1888
- Peter Cornelius. Festschrift zu des großen Künstlers hundertstem Geburtstage, 23. Sept. 1883. Berlin, Decker 1883.
- Der allgemeine deutsche Sprachverein, als Ergänzung seiner Schrift: Ein Hauptstück von unserer Muttersprache, Mahnruf an alle national gesinnten Deutschen. Heilbronn 1885.
- Die vorzüglichsten Gemälde des Herzoglichen Museums zu Braunschweig. 100 Blatt in photographischem Kupferdruck. Berlin, Photographische Gesellschaft 1885.
- Meine Lebenserinnerungen. Unveröffentlichtes Manuskript, o. O. u. J. Stadtarchiv Braunschweig Signatur: H III 3: 307.
- Unter dem Striche. Bunte Bilder aus beiden Welten. Berlin, Lüstenöder 1890 – Reiseerinnerungen.
- Herr Geheimer Regierungsrath, Professor Franz Reuleaux und sein Treiben im allgemeinen deutschen Sprachverein.  Braunschweig : Meyer, 1893.
- Die bildenden Künste. Kurzgefasste allgemeine Kunstlehre in ästhetischer, künstlerischer, kunstgeschichtlicher und technischer Hinsicht. Frankfurt a. M., Keller, 1895.
- Beiträge zur Kunstgeschichte Italiens. Leipzig 1898.